# Cătunele
Cătunele es una comuna ubicada en el distrito de Gorj, Rumania.

## Superficie
Cuenta con una superficie de 32,42 kilómetros cuadrados.

## Demografía
Hasta 2021 la población era de 2569 habitantes, con una densidad de población de 79,24 habitantes por kilómetro cuadrado.